# 九州山義雄

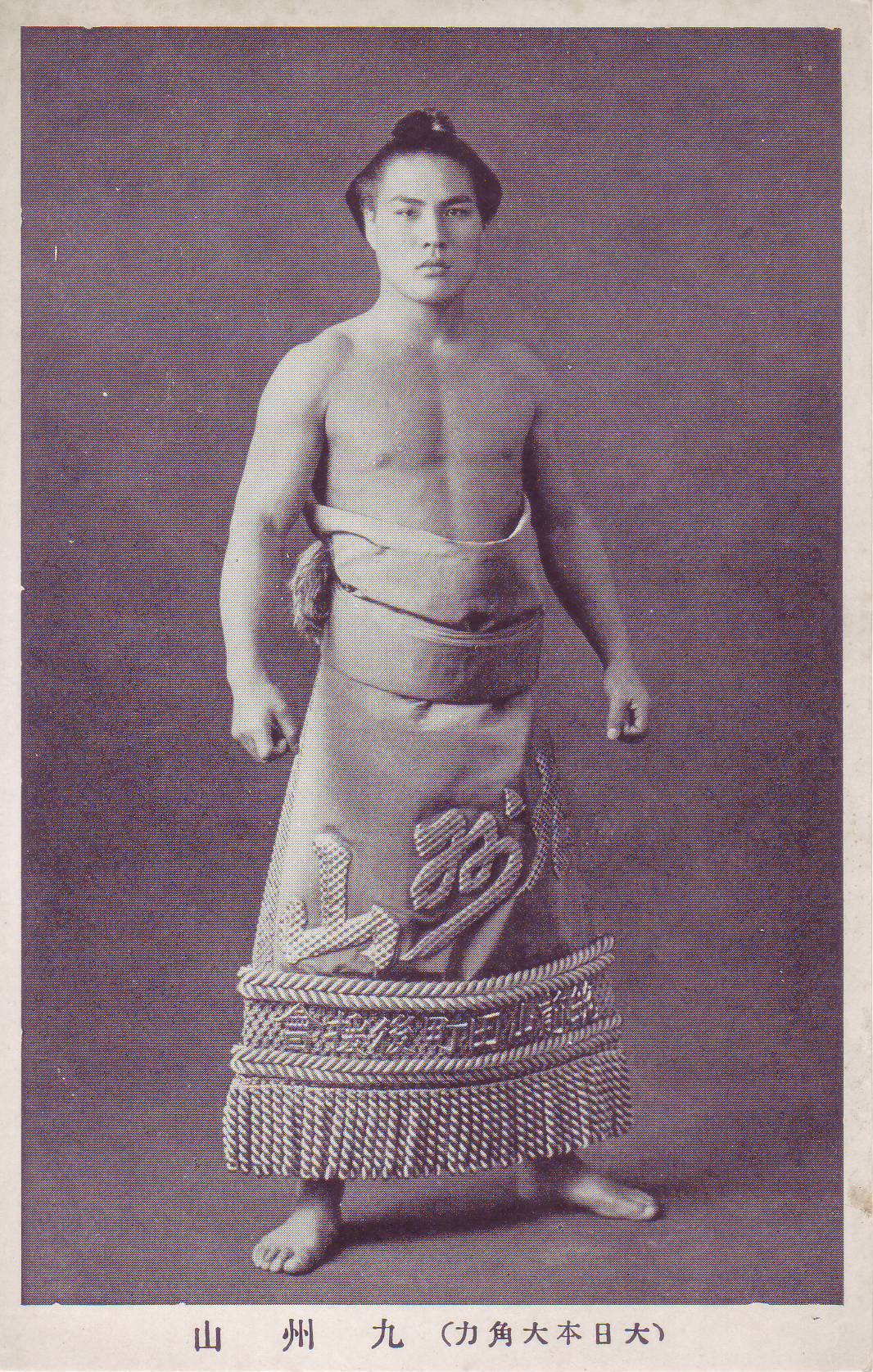
九州山義雄

九州山 義雄（きゅうしゅうざん よしお、1913年10月20日 - 1990年5月30日）は、福岡県山田市（現嘉麻市）出身で出羽海部屋に所属した大相撲力士。本名は大坪 義雄。最高位は西小結。現役時代の体格は身長176cm、体重88kg。

## 来歴
昭和5年（1930年）1月場所で初土俵を踏み、負け越しなしで昭和7年（1932年）5月場所に十両昇進、春秋園事件からの帰還組との対戦でもまれたために十両では時間がかかったが、昭和9年（1934年）1月場所、大正生まれとして初の幕内力士となった。激しく動き回る相撲で相手を撹乱するのが得意であった。昭和13年（1938年）1月場所には小結昇進、その場所大負けはしたものの、横綱玉錦を素首落としで破る殊勲の星を挙げた。その年の6月に行われた準場所では、本場所で66連勝中、準場所で61連勝中、本場所と準場所の合算で87連勝中であった横綱双葉山を渡し込みで破り、名を轟かせた。
その直後、応召して兵役に就き、中国戦線を歴戦。その間昭和14年（1939年）1月場所から昭和16年（1941年）1月場所までの5場所、番付は前頭2枚目格で張り出されていた。昭和16年5月場所に復帰、その後も幕内上位で活躍し、昭和17年（1942年）5月場所初日、横綱羽黒山を蹴手繰りで破った。十両に落ちることなく、昭和20年（1945年）6月場所まで土俵を務めていたが、終戦とともに廃業した。在郷軍人会の分会長も務めていた。（副会長は若浪義光だった）
その後はプロレスに転向し、日本プロレスのレフェリーとして活動した。

## 主な成績
- 通算成績：173勝151敗6分1預 勝率.534
- 幕内成績：102勝113敗6分1預 勝率.474
- 現役在位：39場所（応召中の5場所を含む）
- 幕内在位：23場所（応召中の5場所を含む）
- 三役在位：1場所（小結1場所）
- 金星：1個（羽黒山1個）

### 場所別成績
| 1930年 （昭和5年） | （前相撲）          | 新序 2–1          | 西序ノ口10枚目 4–2      | 西序ノ口10枚目 5–1     |
| 1931年 （昭和6年） | 西序二段9枚目 4–2   | 西序二段9枚目 4–2 | 西三段目22枚目 3–3      | 西三段目22枚目 3–3     |
| 1932年 （昭和7年） | 東幕下25枚目 6–2    | 東幕下25枚目 8–2  | 西十両10枚目 5–6        | 西十両10枚目 優勝 9–2  |
| 1933年 （昭和8年） | 東十両2枚目 5–6     | x                 | 東十両7枚目 8–3         | x                      |
| 1934年 （昭和9年） | 東前頭16枚目 3–8    | x                 | 西十両3枚目 7–4         | x                      |
| 1935年 （昭和10年） | 東前頭15枚目 6–5    | x                 | 東前頭14枚目 5–6        | x                      |
| 1936年 （昭和11年） | 東前頭13枚目 5–6    | x                 | 西前頭16枚目 7–4        | x                      |
| 1937年 （昭和12年） | 西前頭7枚目 10–1    | x                 | 東前頭筆頭 7–6          | x                      |
| 1938年 （昭和13年） | 西小結 2–11         | x                 | 東前頭7枚目 8–3 2分     | x                      |
| 1939年 （昭和14年） | 東前頭2枚目 – 兵役  | x                 | 西張出前頭2枚目 –       | x                      |
| 1940年 （昭和15年） | 西張出前頭2枚目 –   | x                 | 西張出前頭2枚目 –       | x                      |
| 1941年 （昭和16年） | 東張出前頭2枚目 –   | x                 | 東前頭2枚目 6–9         | x                      |
| 1942年 （昭和17年） | 西前頭4枚目 5–9 1預 | x                 | 西前頭9枚目 8–6 1分 ★   | x                      |
| 1943年 （昭和18年） | 東前頭4枚目 4–11    | x                 | 西前頭15枚目 8–6 1分    | x                      |
| 1944年 （昭和19年） | 東前頭11枚目 5–10   | x                 | 西前頭13枚目 5–4 1痛分  | 西前頭13枚目 3–6 1痛分 |
| 1945年 （昭和20年） | x                   | x                 | 東前頭17枚目 引退 5–2–0 | x                      |
| 各欄の数字は、「勝ち-負け-休場」を示す。 優勝 引退 休場 十両 幕下 三賞：敢=敢闘賞、殊=殊勲賞、技=技能賞 その他：★=金星 番付階級：幕内 - 十両 - 幕下 - 三段目 - 序二段 - 序ノ口 幕内序列：横綱 - 大関 - 関脇 - 小結 - 前頭（「#数字」は各位内の序列） |                     |                   |                         |                        |

- 1939年5月から1941年1月まで兵役のため欄外張出（2枚目格）

### 幕内対戦成績
| 力士名   | 勝数 | 負数 | 力士名 | 勝数 | 負数 | 力士名   | 勝数 | 負数 | 力士名   | 勝数 | 負数 |
| -------- | ---- | ---- | ------ | ---- | ---- | -------- | ---- | ---- | -------- | ---- | ---- |
| 愛知山   | 0    | 1    | 青葉山 | 2    | 0※   | 旭川     | 2    | 2※※  | 葦葉山   | 2    | 1    |
| 東冨士   | 1    | 0    | 綾錦   | 2    | 0    | 有明     | 2    | 2    | 射水川   | 3    | 0    |
| 大熊     | 1    | 1    | 大潮   | 2    | 2    | 大浪     | 4    | 1    | 大ノ海   | 0    | 0※   |
| 大ノ森   | 1    | 1    | 大八洲 | 1    | 1    | 小戸ヶ岩 | 2    | 0    | 海光山   | 3    | 5    |
| 鏡岩     | 0    | 3    | 加古川 | 0    | 1    | 柏戸     | 0    | 4    | 桂川     | 1    | 0    |
| 金湊     | 2    | 1    | 神風   | 0    | 2    | 清美川   | 0    | 1    | 錦華山   | 1    | 0    |
| 九ヶ錦   | 3    | 3※   | 九州錦 | 0    | 1    | 高津山   | 2    | 2※   | 越ノ海   | 1    | 0    |
| 小嶋川   | 1    | 0    | 琴錦   | 0    | 1    | 小松山   | 4(1) | 3    | 佐賀ノ花 | 1    | 3    |
| 佐渡ヶ嶋 | 1    | 0    | 清水川 | 0    | 1    | 鯱ノ里   | 3    | 2    | 高登     | 2    | 1    |
| 太刀若   | 3    | 2    | 立田野 | 0    | 1    | 楯甲     | 5    | 1※   | 玉錦     | 1    | 1    |
| 玉ノ海   | 4    | 6    | 筑波嶺 | 2    | 1    | 鶴ヶ嶺   | 2    | 2    | 照國     | 0    | 2    |
| 輝昇     | 2    | 1    | 土州山 | 2    | 3    | 冨ノ山   | 2    | 1    | 巴潟     | 4    | 0    |
| 名寄岩   | 2    | 3    | 羽黒山 | 1    | 4    | 幡瀬川   | 2    | 1    | 盤石     | 1    | 6    |
| 番神山   | 2    | 2    | 備州山 | 1    | 0    | 常陸海   | 0    | 1    | 二瀬川   | 0    | 3    |
| 双葉山   | 0    | 7    | 双見山 | 1    | 1    | 不動岩   | 1    | 0    | 前田山   | 1    | 4    |
| 松前山   | 1    | 3    | 松浦潟 | 1    | 3    | 三熊山   | 0    | 1    | 緑國     | 2    | 0    |
| 男女ノ川 | 0    | 1    | 若潮   | 4    | 0    | 若瀬川   | 1    | 1    | 若瀬川   | 0    | 1    |
| 若港     | 3    | 1    |        |      |      |          |      |      |          |      |      |

※さらに、青葉山、旭川、大ノ海、九ヶ錦、高津山、楯甲に引分が各1つあり、旭川には預りも1つある。